# Barmherzige Brüder Saffig
Die Barmherzigen Brüder Saffig ist eine Einrichtung in Saffig. Über 700 Mitarbeitende setzen sich täglich für das Wohlergehen von Menschen mit psychischen und geistigen Beeinträchtigungen sowie für alte Menschen ein. Damit gehören die Barmherzigen Brüder Saffig zu einem der größten Arbeitgeber im sozial-caritativen Bereich im nördlichen Rheinland-Pfalz.

## Geschichte
Am 21. Juni 1850 gründete Peter Friedhofen die Kongregation der Barmherzigen Brüder von Maria-Hilf. Im Jahre 1869 wurde die Niederlassung in Saffig unter dem Namen „Heil- und Pflegeanstalt der Barmherzigen Brüder für Gehirn- und Nervenleidende männlichen Geschlechts Maria Rosenthal zu Saffig“ gegründet und eröffnet. Der Ordensgründer Peter Friedhofen war zu diesem Zeitpunkt bereits seit neun Jahren verstorben. In den darauffolgenden Jahren führten eine Reihe von Neubauten zu einer Steigerung der Patientenaufnahmen: 18 im Jahre 1880, 68 im Jahre 1890, 278 im Jahre 1900.

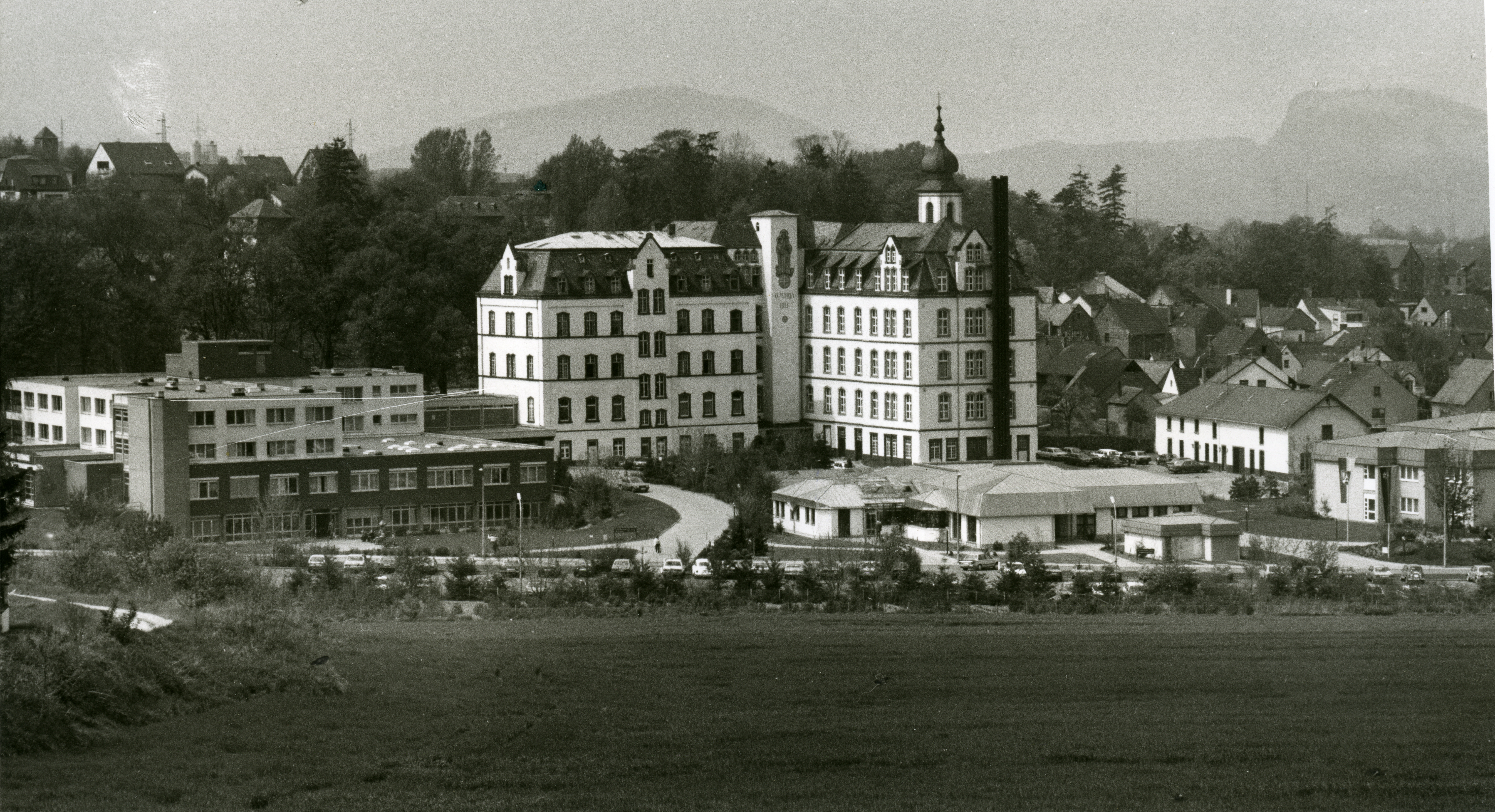
Die Einrichtung im Jahr 1979.

Ende Juli 1914 erhielt die Einrichtung ihren ersten Rückschlag. Durch den Ausbruch des Ersten Weltkrieges mussten weitere Baumaßnahmen abgebrochen werden. Zudem mussten aufgrund der Einberufung von fast 40 Prozent aller Brüder zehn kleinere Niederlassungen geschlossen werden. Zwischen zwei schweren Feuerbrünsten in den Jahren 1915 und 1926, erreichte die Einrichtung im Jahre 1920 ihren Höchststand der Belegung mit 689 Patienten.
Heutzutage unterstützen und betreuen die Barmherzigen Brüder Saffig mehr als 1.200 Klienten, Patienten, Beschäftigte und Bewohner an verschiedenen Betreuungsstandorten in den Kreisgebieten Mayen-Koblenz und Ahrweiler sowie in der Stadt Koblenz – zunehmend in ambulanter Versorgung. Rund 700 Mitarbeiterinnen und Mitarbeiter, in über 40 verschiedenen Berufen, sowie 30 Auszubildende, FSJ'ler, Bufdis und Praktikanten, arbeiten dort und setzen sich täglich für das Wohlbefinden von Klienten, Patienten und Bewohner ein, davon etwa 300 Mitarbeitende am Standort Saffig.

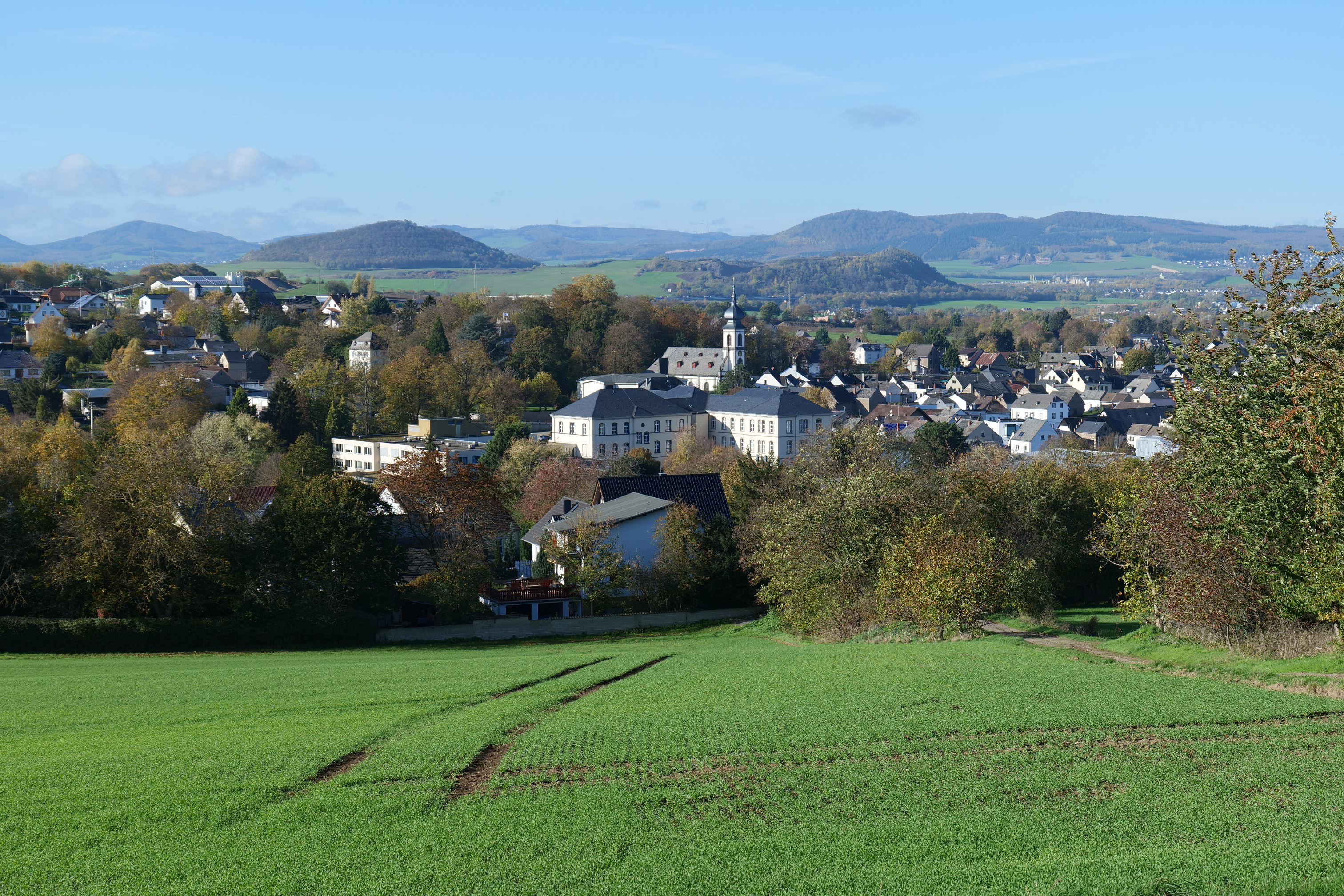
Die Einrichtung heute.

## Leistungen
Die Barmherzigen Brüder Saffig bieten ein vielfältiges Behandlungsangebot in den Landkreisen Mayen-Koblenz und Ahrweiler sowie in der Stadt Koblenz an:
Teilhabedienste
- Gemeindepsychiatrische Angebote Mayen-Adenau
- Gemeindepsychiatrische Angebote Koblenz-Andernach
- Wohnbereich Teichhöhe Saffig
- Wohnbereich Josef-Otten-Zentrum Saffig
- Peter-Friedhofen-Haus Saffig
- Gerontopsychiatrische Wohnangebote
- Heilpädagogische Wohnangebote

Teilhabe und Arbeit
- St. Josef Werkstätten Plaidt
- Beruflichen Integrationsdienste
- Inklusionsbetrieb Gästehaus im Schlosspark
- PIKSL Labor Andernach – Digitale Teilhabe für alle

Gesundheitsdienste
- Akutklinik mit 65 Betten auf vier offen geführten Stationen
- Tagesklinik mit 15 Plätzen
- Psychiatrische Institutsambulanz (PIA)
- Physikalische Therapie
- Neurologische Facharztpraxis (MVZ KKM)

Seniorendienste
- Seniorenzentrum Maria vom Siege Plaidt
- Seniorenzentrum St. Josef Münstermaifeld

Brüder Mobil – Ambulanter Pflegedienst der Barmherzigen Brüder Saffig
Allgemeine Dienste
- Unterstützungs- und Verwaltungsdienst